# Aminat Olowora
Aminat Olowora (* 21. März 1994) ist eine nigerianische Mittel- und Langstreckenläuferin.

## Sportliche Laufbahn
Erste internationale Erfahrungen sammelte Aminat Olowora bei den Juniorenweltmeisterschaften 2012 in Barcelona, bei denen sie in 17:59,79 min den 17. Platz im 5000-Meter-Lauf belegte. Im Jahr darauf wurde sie bei den Juniorenafrikameisterschaften in Bambous in 4:28,99 min Vierte im 1500-Meter-Lauf sowie in 10:31,9 min Fünfte über 3000 Meter. 2018 erreichte sie bei den Afrikameisterschaften im heimischen Asaba in 17:29,64 min Rang acht. 
2013 wurde Olowora nigerianische Meisterin im 5000-Meter-Lauf.

## Persönliche Bestzeiten
- 1500 Meter: 4:24,05 min, 23. April 2016 in La Jolla
- Meile: 5:01,00 min, 21. Februar 2015 in Claremont
  - Meile (Halle): 4:54,23 min, 11. Februar 2017 in Pittsburgh
- 3000 Meter: 9:43,32 min, 7. März 2015 in Los Angeles
  - 3000 Meter (Halle): 9:41,83 min, 11. Februar 2017 in Pittsburgh (Nigerianischer Rekord)
- 5000 Meter: 15:47,6 min, 23. Juni 2016 in Portland (Nigerianischer Rekord)
- 10.000 Meter: 33:33,33 min, 5. April 2019 in Wichita (Nigerianischer Rekord)